# 스코틀랜드 교회 치리서
스코틀랜드 교회의 치리서(Book of Discipline (Church of Scotland)는 스코틀랜드 종교 개혁에서 작성되고 인쇄 된 제1치리서 (1560)와 제2치리서 (1578)로 알려진 스코틀랜드 교회에서 교회 질서를 규제하는 두 작품을 가리킨다. 제1치리서는 종교 개혁가 존 녹스 (John Knox)를 포함 해 "여섯 명의 존스" 위원회가 초안을 작성했다. 제네바 모델에 장로교 정치 체제를 도입했지만 자금 부족으로 인해 목사 조직 및 교육 프로그램이 크게 포기되었다. 스코틀랜드 제2치리서는 스코틀랜드의 메리 여왕을 강제 퇴위 한 후에 채택되었으며 외관상 장로교가 분명하게 나타난다. 노회는 교회의 감독을 노회의 선출 된 교회 지도자들에게 두었다.

## 제 1치리서
1561년에 의회에서 존 녹스의 초안을 받아들이지 않고 다시 6명의 존 즉, 존녹스, 존 윈롬, 존 스포티스우드, 존 윌록, 존 더글라스, 존 로우가 모여 개정판을 내었다. 이 치리서에는 대학교가 목회자들을 배출해 내도록 하는 내용이 포함되어 있다. 